# Katsuya Ishihara
Katsuya Ishihara (japanisch 石原 克哉 Ishihara Katsuya; * 2. Oktober 1978 in der Präfektur Yamanashi) ist ein ehemaliger japanischer Fußballspieler.

## Karriere
Ishihara erlernte das Fußballspielen in der Schulmannschaft der Nirasaki High School und der Universitätsmannschaft der Juntendo-Universität. Seinen ersten Vertrag unterschrieb er 200 bei den Ventforet Kofu. Der Verein spielte in der zweithöchsten Liga des Landes, der J2 League. Am Ende der Saison 2005 stieg der Verein in die J1 League auf. Am Ende der Saison 2007 stieg der Verein in die J2 League ab. 2010 wurde er mit dem Verein Vizemeister der J2 League und stieg wieder in die J1 League auf. Am Ende der Saison 2011 stieg der Verein in die J2 League ab. 2012 wurde er mit dem Verein Meister der J2 League und stieg wieder in die J1 League auf. Für den Verein absolvierte er 467 Ligaspiele. Ende 2017 beendete er seine Karriere als Fußballspieler.